# Zora (ime)
Zora je žensko osebno ime.

## Izvor imena
Ime Zora je slovanskega izvora, ki je nastalo iz besede zora v pomenu »jutranja zarja«.

## Različice imena
Jutra, Zorana, Zarja, Zarija, Zarika, Zarina, Zarka, Zoranka, Zorica, Zorislava

## Tujejezikovne oblike imena
- pri Čehih, Hrvatih in Slovakih: Zora
- pri Madžarih: Zóra
- pri Srbih: Зора

## Pogostost imena
Po podatkih Statističnega urada Republike Slovenije je bilo na dan 31. decembra 2007 v Sloveniji število moških oseb z imenom Zora: 1.143. Med vsemi ženskimi imeni pa je ime Zora po pogostosti uporabe uvrščeno na 175. mesto.

## Osebni praznik
V koledarju je ime Zora skupaj z imenom Avrora; god praznuje 25. septembra ali pa 15. oktobra 